# Departamento Elétrico (teatro)
Em teatro, o Departamento Elétrico é o conjunto formado por indivíduos responsáveis pela iluminação, isto é em todos tipos de apresentações públicas.

## Constituição
O Departamento Elétrico é constituído por:

### Técnico de iluminação chefe
É o indivíduo que trabalha com o diretor de produção para determinar quais efeitos devem ser criados, traçar planos para alcançar os efeitos desejados, e dirigi outros membros do mesmo departamento para configurar o equipamento de iluminação adequado.

### Programador de iluminação
É o indivíduo que funciona com o técnico de iluminação principal para programar as luzes utilizando equipamentos de programação luz eletrônico ou digital. O objetivo é criar efeitos de luz, cor e sequências que melhoram o desempenho no palco.

### Técnico de iluminação
É o indivíduo que define os pontos de luzes, instala os circuitos elétricos para iluminação, faz o controle e mudanças de luzes durante um espetáculo.

### Supervisor de iluminação
É o indivíduo que supervisiona e configura a iluminação em diferentes áreas do palco.